# Abba Hillel Silver
Abba Hillel Silver (28 janvier 1893 - 28 novembre 1963) est un rabbin et un sioniste américain. Il est une figure-clé dans la mobilisation du soutien américain pour la fondation de l'État d'Israël.

## Éléments biographiques

### Famille de rabbins orthodoxes
Né Abraham Silver à Kudirkos Naumiestis (actuelle Lituanie), en Sudovie dans le Royaume du Congrès, alors partie de l'Empire russe, il est fils et petit-fils de rabbins orthodoxes.

### États-Unis
Il émigre aux États-Unis à l'âge de neuf ans. 

#### Rabbin réformé
Formé dans les écoles publiques et les cours du soir juifs de New York et du Lower East Side, il poursuit sa scolarité au Hebrew Union College (HUC) et à l'Université de Cincinnati. Après l'obtention de son diplôme valedictorian de sa classe HUC et son ordination en 1915 et maintenant connu sous le nom de Abba Hillel Silver, il sert comme rabbin d'une petite congrégation, Leshem Shomayim, maintenant Temple Shalom, congrégation réformée à Wheeling en Virginie-Occidentale. En 1917, à vingt-quatre ans, il devient rabbin de The Temple (Cleveland, Ohio) aussi connu sous le nom Tifereth Israël à Cleveland (Ohio), une des plus importantes et des plus connues des congrégations du Judaïsme réformé , où il a servi pendant quarante-six ans.
De 1945 à 1947, il préside la Conférence centrale des rabbins américains.

#### Sionisme
Sioniste depuis sa jeunesse, il fait son premier discours lors d'une réunion sioniste à l'âge de quatorze ans.
Abba Hillel Silver est l'un des premiers défenseurs des droits du travail, du pouvoir d'achat et des libertés des travailleurs, bien que ses plus hautes priorités aient été de faire progresser le respect et le soutien du sionisme. 
Dans un premier temps, il sonde l'opinion des congrégations du Judaïsme réformé, puis de la communauté juive américaine, du public et des politiciens américains, et finalement de la communauté internationale et des Nations unies en particulier. 
Silver a été premier conférencier à l'Allied Jewish Campaign pour la levée des fonds pour des projets sionistes en Palestine mandataire ainsi que pour la communauté juive européenne . 
Silver a été l'un des principaux porte-parole sionistes s'exprimant devant les Nations unies en Palestine mandataire à l’audience du 2 octobre 1947 ; discours que le gouvernement israélien considère comme une étape vers l'acceptation future du pays, deux semaines avant que Moshé Sharett ne fasse son plaidoyer pour Israël le 17 octobre 1947. Silver exprime des réserves sur le plan de partition de l'ONU, mais par pragmatisme, il finit par accepter la partition de la Palestine comme le meilleur moyen de créer rapidement l’État d’Israël pour le peuple Juif.
Abba Hillel Silver était l'un des principaux promoteurs du sionisme en Amérique et a rencontré le Président Truman à plusieurs reprises pour faire pression sur le Bureau Oval au point de causer des frictions avec la Maison Blanche du fait de sa position intransigeante et menant à l'éloignement de l'administration Truman,
Grâce à sa mobilisation de soutiens Juifs et non-Juifs et à travers sa relation avec le Parti républicain qui a fait passer en 1948 une résolution pro-israélien dans son projet politique, Silver n'a laissé d'autres choix au Président Truman que de soutenir la création d'Israël et de la reconnaitre immédiatement après avoir déclaré son indépendance.
Orateur de renommée nationale et auteur de nombreux ouvrages, y compris des études importantes de l'histoire des relations judéo-chrétiennes, Silver a également été à la tête de plusieurs organisations juives et sionistes.

## Œuvres
- (en)  Religion dans le monde en mutation  (1930)
- (en)  Where Judaism Differed; an Inquiry Into the Distinctiveness of Judaism (trad: Là où le Judaïsme diffère; Une enquête sur la spécificité du judaïsme) (1956)